# Samson Mamulija
Samson Andriejewicz Mamulija (ros. Самсо́н Андре́евич Маму́лия, ur. 1892 we wsi Poccho w guberni kutaiskiej, zm. 14 listopada 1937 w Tbilisi) – gruziński działacz komunistyczny, radziecki działacz partyjny.

## Życiorys
W 1917 wstąpił do SDPRR(b), 1921-1922 był sekretarzem odpowiedzialnym rejonowego komitetu Komunistycznej Partii (bolszewików) Gruzji, od 1 lutego do 6 marca 1922 sekretarzem KC KP(b)G, a 1929-1930 sekretarzem odpowiedzialnym Adżarskiego Komitetu Obwodowego KP(b)G. Od 6 do 28 maja 1930 ponownie był sekretarzem KC KP(b)G, jednocześnie od 6 maja 1930 do 1931 członkiem Prezydium/Biura KC KP(b)G, od 6 czerwca do 20 listopada 1930 II sekretarzem, a od 20 listopada 1930 do 13 października 1931 I sekretarzem KC KP(b)G, następnie do 1937 zastępcą szefa sektora Instytutu Marksa-Engelsa-Lenina przy KC WKP(b). 5 lipca 1937 został aresztowany, następnie skazany na śmierć i rozstrzelany. Pośmiertnie zrehabilitowany.